# See Me, Feel Me
«See Me, Feel Me» es una parte de la canción «we are not gonna take it», escrita por Pete Townshend del grupo de rock The Who. La canción es el final del álbum Tommy. 
«See Me, Feel Me», seguido  por el estribillo de «Listening to You», produjo uno de los momentos más emocionantes y memorables del Festival de Woodstock de 1969. La canción fue interpretada al amanecer y donde casi medio millón de asistentes al concierto se elevaban sobre la mañana del tercer día de festival. Este momento fue capturado en la película The Kids Are Alright y Woodstock. «See Me, Feel Me» también fue lanzado como sencillo en los Estados Unidos para capitalizar su aparición en la película de Woodstock. Entrando en las listas musicales el 23 de septiembre de 1970, alcanzó el número doce en el Pop Singles Chart. También fue lanzado en el Reino Unido, sin aparecer en ninguna lista.
La temática de «See Me, Feel Me» se presenta por todo el disco Tommy, destacando la necesidad del personaje por ser curado de su ceguera, sordera y mudez —«Mírame, siénteme, tócame, sáname»—.
La canción, además del disco Tommy, aparece también en los discos de la banda Live at the Isle of Wight Festival 1970 y Join Together de 1990.
La banda uruguaya La Tabaré, realizó un cover de esta canción, cantada en castellano e incluida en su disco Yoganarquía.